# كونسول إمولاتور
كونيمو  (بالإنجليزية: ConEmu)‏ هو إطار وحدة تحكم (المحاكي الطرفي) يعمل على بيئة ويندوز.

## الميزات
- يدعم اللغة العربية.

## وصلات خارجية
- كونسول إمولاتور على موقع Open Hub (الإنجليزية)
- الموقع الإلكتروني